# 岩崎産業
岩崎産業株式会社（いわさきさんぎょう）は、鹿児島県を中心に観光・交通事業等を手がけるいわさきグループの中核企業。

## 概要
1923年（大正12年）に創業者の岩崎與八郎が木材加工業として創業したのが始まり。同年9月発生の関東大震災後に鉄道省へ大量の枕木を納品して財を成し、昭和初期に郵便逓送事業と鉱山運営事業に、太平洋戦争のさなかに奄美大島での山林経営事業にそれぞれ進出。さらに大戦後には離島でのバス会社設立や鹿児島県内の交通機関運営会社の買収により交通事業に進出。1956年の指宿観光ホテル（現・指宿いわさきホテル）をきっかけに観光事業にも本格進出し、現在は観光・交通事業を中心とした企業集団を形成している。グループ全体では45社、従業員約3000人、売り上げ高は約500億円（2015年3月）を誇る。

## 沿革
- 1923年5月 - 初代・岩崎與八郎（1902年 - 1993年）によって岩崎商店創業[4]。
- 1926年 - 郵便逓送事業に参入。
- 1930年 - 金輸出の解禁に伴い鉱山事業に進出。
- 1940年4月 - 岩崎商店を岩崎産業株式会社に改組[4]。
- 1943年
  - 10月 - 屋久島で屋久島バス有限会社（後の屋久島交通、種子島・屋久島交通の前身）を設立[2]。
  - 12月 - 奄美大島で1万2,000ヘクタールの社有林を取得、山林経営に参入[2][4]。
- 1950年7月 - 奄美陸運（後の奄美交通）を設立。離島地域での交通事業に参入[2]。
- 1951年 - 東京・銀座に、戦後東京都内で2番目の新築ビルとなる「オリンピックビル」を建設し竣工。東京に進出[4]。
- 1952年
  - 5月 - 南薩鉄道を買収により傘下に収める[4]。
  - 8月 - 種子島交通（現在の種子島・屋久島交通の前身）を設立。
- 1953年2月 - 三州自動車[注 1]を買収により傘下に収める[4]。
- 1956年 - 指宿観光ホテルを開業させホテル・観光事業に進出[4]。
- 1960年2月 - 鹿児島商船を買収により傘下に収める[4][2]。
- 1959年 - 箱根に紅葉園をオープンさせ箱根に進出[2]。
- 1963年 - 沖縄での観光開発に進出[2]。
- 1964年 - 三州自動車の社名を鹿児島交通へ変更し、南薩鉄道を合併する。
- 1969年3月 - 豪州岩崎産業株式会社を設立してオーストラリアでの海外事業に進出[4]。
- 1969年5月 伊豆・石廊崎に石廊崎ジャングルパークをオープンさせ伊豆に進出[注 2][4]。
- 1981年 - 初代・與八郎が一線を退き、與八郎の息子である岩崎福三が社長に就任[5]。
- 2001年 - 鹿児島交通の社名をいわさきコーポレーションへ変更し、鹿児島商船、種子島交通、屋久島交通、鹿児島空港リムジンを合併する。
- 2002年 - 岩崎芳太郎が3代目社長に就任。
- 2012年2月29日 - 岩崎福三死去。
- 2013年11月19日 - 岩崎芳太郎が鹿児島商工会議所会頭に就任[6]。

## 近年の状況
近年では、主力の運輸部門での燃料コスト上昇に伴う採算の悪化、観光需要の低迷、ライバルとの競争の激化などにより、極めて厳しい経営を強いられている。特に2020年からのコロナ禍で70億円の減収。有利子負債は依然500億円という現状を抱えている。
有利子負債残高は2004年には900億円にものぼっていたとされ、この圧縮を目指して資産売却や不採算事業縮小などのリストラ策を実施するとともに、新規事業分野の開拓による収益の確保などを進めている。また、三代目である岩崎芳太郎社長の下では、既存事業分野でのシェア死守などを狙い、国や競合するライバル企業を相手取った訴訟の提起も辞さない方針で事業を進めている。また、事業の妨げになるようなイベントや公的要請についても、訴訟を示唆して問題提起を行う姿勢を見せている。主な事例として、2007年の鹿児島 − 屋久島航路をめぐる市丸グループ（コスモライン社など）や折田汽船などを相手取った訴訟や、2013年の宇宙航空研究開発機構 (JAXA) を相手取った訴訟などが挙げられる。2017年には、グループ傘下の鹿児島交通が、鹿児島マラソンの交通規制によるバス運行への影響に疑義を示し、規制の禁止を鹿児島地方裁判所に仮処分申請した。また、2020年のコロナ禍においては、屋久島町長が来島自粛要請を町のホームページに掲載したことに対して、種子屋久高速船などのグループ傘下企業が大きな影響を受けるとして、グループ企業4社が2020年4月10日に町に対して撤回を要求した。このような自粛要請は営業権の侵害行為として、撤回などの動きがない場合は損害賠償請求を行う可能性も示唆した。
運輸事業においては、子会社のいわさきコーポレーション傘下の各社が展開するバス路線の大規模な廃止・再編を行っており、それと並行して奄美交通や大隅交通ネットワーク、いわさきバスネットワーク、三州自動車などの解散・整理も行われている。また海運事業では、前述のとおり傘下の鹿児島商船が展開していた鹿児島-種子島航路や鹿児島-屋久島航路をめぐって市丸グループとの争いが展開されていたが、その後市丸グループとの間で和解がなされ、2012年には岩崎・市丸両グループの合弁による「種子屋久高速船株式会社」を新設し、同社が運行を担い、岩崎側の鹿児島商船、市丸側のコスモラインの2社は船舶の所有のみを行う形での再編が行われている。
観光・ホテル・リゾート事業においては、1960年代以降、佐多岬（佐多岬ロードパーク）や、大分の久住高原（久住高原ロードパーク）や、静岡県伊豆の石廊崎（石廊崎ジャングルパーク）、沖縄県（メキシコサボテン公園）など全国数十カ所、海外（オーストラリア）の景勝地で一般有料道路・観光施設・ホテルなどを次々と開発した。しかし、いずれも国立公園内にも関わらず、土地は保有しつつ老朽化した施設の更新・道路鋪装の打ち直しをせず、閉鎖や放置をする施設管理上不適切な状況に陥った。佐多岬では、1963年（昭和38年）に開通した「佐多岬ロードパーク」を2012年に南大隅町に譲渡。久住高原では（熊本地震の影響もあるが）廃道にせず閉鎖放置状態。石廊崎では土地保有のまま施設閉鎖→長期放置状態にし、上記のような訴訟提起を辞さない方針により南伊豆町との訴訟の後、南伊豆町に施設土地売却の上「石廊崎オーシャンパーク」となった。沖縄では1999年の閉園後、10年以上放置・廃墟の後、2011年に沖縄平和祈念墓苑管理協会に譲渡の後、墓地「沖縄清明の丘公園」となった。
ホテル事業も、鹿児島市内や、指宿、霧島などに「いわさきホテル」を展開していたが、鹿児島市内の「いわさきホテル・ザビエル450」（旧・かごしま林田ホテル）は2007年7月閉鎖（商業施設や美術館など併設する建物を新築する計画があったが、2022年3月現在も駐車場）。霧島の「霧島いわさきホテル」（元・ホテル林田温泉）は2017年11月に閉鎖した。現在は、指宿・屋久島・種子島の各いわさきホテルを運営している。
2006年には、大韓民国の格安航空会社韓星航空に転換社債150万ドルを引き受ける形で出資し、鹿児島空港への乗り入れを計画していたが、経営難による同社の2008年10月18日の運航停止により、事業計画は中断。のちに韓星航空は、他のスポンサーを得て経営を再建しティーウェイ航空として運航を再開した。
2008年10月には現代自動車の大型観光バス・ユニバースを1台試験導入し、2009年2月のヒュンダイモータージャパンによる正式な発売発表に先駆けて実運行を行っている。発表以降は、ヒュンダイモータージャパンの商用車正規販売店として、岩崎産業貿易部を中心にいわさきグループ内での販売活動に加え、主要な交通事業者系バス事業者にも販売活動を展開している。自らのグループ内バス事業者に21台を導入し、実際に運行評価を行い、実践することで九州地区・首都圏・沖縄地区での大手バス事業者に対して拡販活動を行っている。

## いわさきグループ
岩崎産業自身はグループ全体の統括を担いながら総合商社としてエネルギー（石油）・木材販売事業や養殖事業などを展開している。
グループの中核企業となるのは、岩崎産業と、運輸事業部門を主に統括するいわさきコーポレーション、ホテル・ゴルフ場事業部門を統括するいわさきホテルズオペレーションの3社。これらに酒類の製造・販売などを担う白露酒造や白露カンパニーなどがそれぞれぶら下がる形をとっている。
- いわさきコーポレーション - 運輸・交通事業部門の統括
  - 鹿児島交通 - バス事業
  - 鹿児島交通観光バス - バス事業
  - 種子島・屋久島交通 - バス事業
  - 垂水フェリー - フェリー事業
  - 種子屋久高速船 - 高速船「トッピー」「ロケット」の運航事業。市丸グループとの合弁。他に鹿児島県や金融機関も出資しており、統合された旧・鹿児島商船とは異なり、100%岩崎グループ資本の企業ではなくなっている。
  - 鹿商海運 - フェリー「はいびすかす」の運航事業（鹿児島商船から引継ぎ）。
  - 鹿児島国際航空 - 航空事業。旧・鹿児島交通航空部が独立したもの。
  - 鹿児島交通観光 - 旅行斡旋業。
  - 種子屋久交通観光 - 旅行斡旋業。
  - 千石運送 - 鹿児島県内の貨物自動車運送事業。（郵便逓送業務）
  - 九州西濃運輸 - 旧千石西濃運輸時代は宮崎県中南部と鹿児島県を担当した。
- 美咲海送有限会社 - 長崎県佐世保市に本社を置く海運会社。民事再生法適用申請後、岩崎グループが支援を実施したことでグループ入り。
- 新屋敷商事 - フェリー「はいびすかす」の保有。
- いわさきホテルズオペレーション
  - 指宿いわさきホテル - 2025年6月1日から耐震化への対応の為数年休館（再開日未定）
  - 屋久島いわさきホテル
  - コスモリゾート種子島ゴルフリゾート
  - いぶすきゴルフクラブ
- 岩崎地所
- インターローカルメディア - 衛星放送事業。松竹ブロードキャスティングとの共同運営。
- 豪州岩崎産業
- 白露酒造
- 白露カンパニー
- 白露酒販
- 南九州レンタリーシング
- 日本カーメンテナンス

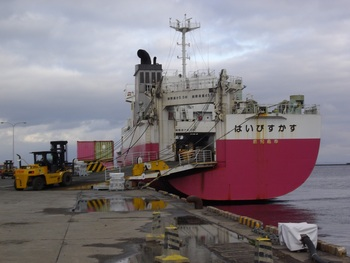
フェリーはいびすかす（七ツ島_(鹿児島市)港）
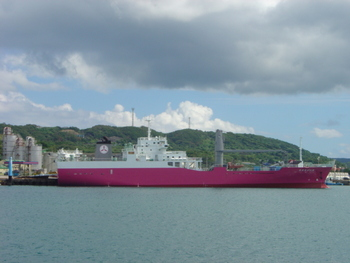
フェリーはいびすかす
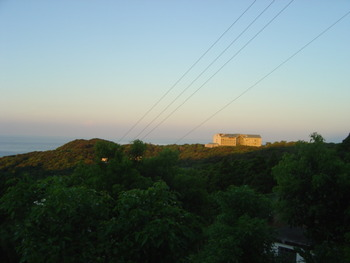
屋久島いわさきホテル

### 注記
1. ↑  1943年（昭和18年）4月設立の初代。その後、岩崎グループ入りした後、不渡りを出した南薩鉄道を救済する形で合併し、「鹿児島交通株式会社」（初代）に商号を変更し、いったん「三州自動車」の名は消滅した。その後、2004年（平成16年）1月にいわさきコーポレーションの子会社として2代目となる三州自動車が設立されたが、2018年（平成30年）4月にに鹿児島交通に事業譲渡し再び消滅した。
2. ↑  2003年（平成15年）9月30日付で閉園。
3. ↑  この際の協定により、両社とも3隻のジェット船を保有することとなり、3隻を保有していたコスモラインは変更がなかったが、5隻を保有していた鹿児島商船は2隻を売却している。このため表向きは両社引き分けだが、実質は鹿児島商船の負けと解されている。